# Grand Prix Szwajcarii 1939
Grand Prix Szwajcarii 1939 (oryg. VI Großer Preis der Schweiz) – jeden z wyścigów Grand Prix rozegranych w 1939 roku oraz czwarta eliminacja Mistrzostw Europy AIACR.

## Lista startowa

### Voiturette
| Nr | Kierowca           | Zespół                       | Samochód       | Silnik         |   |
| -- | ------------------ | ---------------------------- | -------------- | -------------- | - |
| 40 | Paul Pietsch       | Officine Alfieri Maserati    | Maserati 4CL   | Maserati S-4   | ? |
| 44 | Leonhard Joa       | Süddeutsche Renngemeinschaft | Maserati 4CM   | Maserati S-4   | ? |
| 46 | Marc Horvilleur    | prywatny                     | Maserati 4CM   | Maserati S-4   | ? |
| 48 | Robert Ansell      | prywatny                     | ERA B          | ERA S-6        | ? |
| 50 | Allen Pollock      | prywatny                     | ERA A          | ERA S-6        | ? |
| 54 | John Wakefield     | prywatny                     | Maserati 4CL   | Maserati S-4   | ? |
| 56 | Guido Barbieri     | prywatny                     | Maserati 6CM   | Maserati S-6   | ? |
| 60 | Giovanni Rocco     | Officine Alfieri Maserati    | Maserati 4CL   | Maserati S-4   | ? |
| 64 | Giuseppe Farina    | Alfa Corse                   | Alfa Romeo 158 | Alfa Romeo S-8 | ? |
| 66 | Clemente Biondetti | Alfa Corse                   | Alfa Romeo 158 | Alfa Romeo S-8 | ? |
| Nr | Kierowca           | Zespół                       | Samochód       | Silnik         |   |

### Grand Prix
| Nr | Kierowca                | Zespół                      | Samochód           | Silnik             |   |
| -- | ----------------------- | --------------------------- | ------------------ | ------------------ | - |
| 2  | Rudolf Hasse            | Auto Union AG               | Auto Union D       | Auto Union V-12    | ? |
| 4  | Hermann Paul Müller     | Auto Union AG               | Auto Union D       | Auto Union V-12    | ? |
| 6  | Tazio Nuvolari          | Auto Union AG               | Auto Union D       | Auto Union V-12    | ? |
| 8  | Hans Stuck              | Auto Union AG               | Auto Union D       | Auto Union V-12    | ? |
| 10 | Manfred von Brauchitsch | Daimler-Benz AG             | Mercedes-Benz W154 | Mercedes-Benz V-12 | ? |
| 12 | Hans-Hugo Hartmann      | Daimler-Benz AG             | Mercedes-Benz W154 | Mercedes-Benz V-12 | ? |
| 14 | Rudolf Caracciola       | Daimler-Benz AG             | Mercedes-Benz W154 | Mercedes-Benz V-12 | ? |
| 16 | Hermann Lang            | Daimler-Benz AG             | Mercedes-Benz W154 | Mercedes-Benz V-12 | ? |
| 18 | Robert Mazaud           | prywatny                    | Delahaye 135S      | Delahaye S-6       | ? |
| 24 | Max Christen            | prywatny                    | Maserati 26B       | Maserati S-8       | ? |
| 28 | René Dreyfus            | Ecurie Lucy O'Reilly Schell | Maserati 8CTF      | Maserati S-8       | ? |
| 30 | Raph                    | Ecurie Lucy O'Reilly Schell | Maserati 8CTF      | Maserati S-8       | ? |
| 32 | Kenneth Evans           | prywatny                    | Alfa Romeo Tipo B  | Alfa Romeo S-8     | ? |
| 72 | Emmanuel de Graffenried | Baron de Graffenried        | Maserati 6C-34     | Maserati S-6       | ? |
| Nr | Kierowca                | Zespół                      | Samochód           | Silnik             |   |

## Wyniki

### Eliminacje

#### Voiturette
Źródło: teamdan.com

##### Kwalifikacje
| Poz. | Nr | Kierowca           | Konstruktor | Czas   | Poz. s. |
| ---- | -- | ------------------ | ----------- | ------ | ------- |
| 1    | 64 | Giuseppe Farina    | Alfa Romeo  | 2:45,2 | 1       |
| 2    | 60 | Giovanni Rocco     | Alfa Romeo  | 2:48,1 | 2       |
| 3    | 40 | Paul Pietsch       | Maserati    | 2:50,1 | 3       |
| 4    | 54 | John Wakefield     | Maserati    | 2:50,9 | 4       |
| 5    | 66 | Clemente Biondetti | Alfa Romeo  | 2:53,6 | 5       |
| 6    | 50 | Con Pollock        | ERA         | 3:05,5 | 6       |
| 7    | 44 | Leonhard Joa       | Maserati    | ?      | 7       |
| 8    | 48 | Robert Ansell      | ERA         | 3:18,1 | 8       |
| 9    | 46 | Marc Horvilleur    | Maserati    | 3:34,7 | 9       |
| 10   | 56 | Guido Barbieri     | Maserati    | 3:45,3 | 10      |
| Poz. | Nr | Kierowca           | Konstruktor | Czas   | Poz. s. |

##### Wyścig
Pierwszych sześciu kierowców awansowało do finału
| P                 | + / –     | Nr | Kierowca           | Konstruktor | Okr. | Czas / Strata | Komentarz |
| ----------------- | --------- | -- | ------------------ | ----------- | ---- | ------------- | --------- |
| 1                 | Bez zmian | 64 | Giuseppe Farina    | Alfa Romeo  | 20   | 56:28,0       |           |
| 2                 | 3         | 66 | Clemente Biondetti | Alfa Romeo  | 20   | +0:37,0       |           |
| 3                 | 1         | 54 | John Wakefield     | Maserati    | 20   | +1:08,9       |           |
| 4                 | 2         | 60 | Giovanni Rocco     | Maserati    | 20   | +1:46,9       |           |
| 5                 | 2         | 40 | Paul Pietsch       | Maserati    | 19   | +1 okr        |           |
| 6                 | 2         | 48 | Robert Ansell      | ERA         | 19   | +1 okr        |           |
| 7                 | Bez zmian | 44 | Leonhard Joa       | Maserati    | 18   | +2 okr        |           |
| 8                 | 2         | 50 | Allen Pollock      | ERA         | 17   | +3 okr        |           |
| Niesklasyfikowani |           |    |                    |             |      |               |           |
|                   |           | 56 | Guido Barbieri     | Maserati    | ?    | ?             |           |
|                   |           | 46 | Marc Horvilleur    | Maserati    | 1    | ?             |           |
| P                 | + / –     | Nr | Kierowca           | Konstruktor | Okr. | Czas / Strata | Komentarz |

##### Najszybsze okrążenie
| Nr | Kierowca        | Konstruktor | Czas   | Okr. |
| -- | --------------- | ----------- | ------ | ---- |
| 64 | Giuseppe Farina | Alfa Romeo  | 2:46,5 |      |

#### Grand Prix
Źródło: teamdan.com

##### Kwalifikacje
| Poz. | Nr | Kierowca                | Konstruktor   | Czas   | Poz. s. |
| ---- | -- | ----------------------- | ------------- | ------ | ------- |
| 1    | 16 | Hermann Lang            | Mercedes-Benz | 2:33,3 | 1       |
| 2    | 10 | Manfred von Brauchitsch | Mercedes-Benz | 2:34,3 | 2       |
| 3    | 14 | Rudolf Caracciola       | Mercedes-Benz | 2:35,6 | 3       |
| 4    | 8  | Hans Stuck              | Auto Union    | 2:35,8 | 4       |
| 5    | 6  | Tazio Nuvolari          | Auto Union    | 2:36,2 | 5       |
| 6    | 2  | Rudolf Hasse            | Auto Union    | 2:38,8 | 6       |
| 7    | 4  | Hermann Müller          | Auto Union    | 2:39,6 | 7       |
| 8    | 12 | Hans-Hugo Hartmann      | Mercedes-Benz | 2:40,9 | 8       |
| 9    | 28 | René Dreyfus            | Maserati      | 2:50,0 | 9       |
| 10   | 72 | Emmanuel de Graffenried | Maserati      | ?      | 10      |
| 11   | 32 | Kenneth Evans           | Alfa Romeo    | 3:04,1 | 11      |
| 12   | 18 | Robert Mazaud           | Delahaye      | ?      | 12      |
| 13   | 24 | Max Christen            | Maserati      | 3:19,5 | 13      |
| Poz. | Nr | Kierowca                | Konstruktor   | Czas   | Poz. s. |

##### Wyścig
Pierwszych jedenastu kierowców awansowało do finału
| P                 | + / –     | Nr | Kierowca                | Konstruktor   | Okr. | Czas / Strata | Komentarz |
| ----------------- | --------- | -- | ----------------------- | ------------- | ---- | ------------- | --------- |
| 1                 | Bez zmian | 16 | Hermann Lang            | Mercedes-Benz | 20   | 53:40,0       |           |
| 2                 | 1         | 14 | Rudolf Caracciola       | Mercedes-Benz | 20   | +0:04,8       |           |
| 3                 | 1         | 10 | Manfred von Brauchitsch | Mercedes-Benz | 20   | +0:30,7       |           |
| 4                 | 1         | 6  | Tazio Nuvolari          | Auto Union    | 20   | +0:40,5       |           |
| 5                 | 3         | 12 | Hans-Hugo Hartmann      | Mercedes-Benz | 20   | +2:53,1       |           |
| 6                 | 2         | 8  | Hans Stuck              | Auto Union    | 19   | +1 okr        |           |
| 7                 | Bez zmian | 4  | Hermann Paul Müller     | Auto Union    | 19   | +1 okr        |           |
| 8                 | 2         | 2  | Rudolf Hasse            | Auto Union    | 19   | +1 okr        |           |
| 9                 | Bez zmian | 28 | René Dreyfus            | Maserati      | 19   | +1 okr        |           |
| 10                | 1         | 32 | Kenneth Evans           | Alfa Romeo    | 18   | +2 okr        |           |
| 11                | 1         | 72 | Emmanuel de Graffenried | Maserati      | 18   | +2 okr        |           |
| 12                | Bez zmian | 18 | Robert Mazaud           | Delahaye      | 17   | +3 okr        |           |
| Niesklasyfikowani |           |    |                         |               |      |               |           |
|                   |           | 24 | Max Christen            | Maserati      | ?    | ?             |           |
|                   |           | 30 | Raph                    | Maserati      | ?    | ?             |           |
| P                 | + / –     | Nr | Kierowca                | Konstruktor   | Okr. | Czas / Strata | Komentarz |

##### Najszybsze okrążenie
| Nr | Kierowca          | Konstruktor   | Czas   | Okr. |
| -- | ----------------- | ------------- | ------ | ---- |
| 14 | Rudolf Caracciola | Mercedes-Benz | 2:36,0 |      |

### Wyścig
Źródło: kolumbus.fi
| P                 | + / –     | Nr | Kierowca                | Konstruktor   | Okr. | Czas / Strata | Komentarz |
| ----------------- | --------- | -- | ----------------------- | ------------- | ---- | ------------- | --------- |
| 1                 | Bez zmian | 16 | Hermann Lang            | Mercedes-Benz | 30   | 1h24:47,6     |           |
| 2                 | Bez zmian | 14 | Rudolf Caracciola       | Mercedes-Benz | 30   | +0:03,1       |           |
| 3                 | Bez zmian | 10 | Manfred von Brauchitsch | Mercedes-Benz | 30   | +1:09,9       |           |
| 4                 | 5         | 4  | Hermann Paul Müller     | Auto Union    | 30   | +2:13,7       |           |
| 5                 | 1         | 6  | Tazio Nuvolari          | Auto Union    | 30   | +2:25,0       |           |
| 6                 | 1         | 12 | Hans-Hugo Hartmann      | Mercedes-Benz | 29   | +1 okr        |           |
| 7                 | 1         | 64 | Giuseppe Farina         | Alfa Romeo    | 29   | +1 okr        |           |
| 8                 | 5         | 28 | René Dreyfus            | Maserati      | 28   | +2 okr        |           |
| 9                 | 1         | 66 | Clemente Biondetti      | Alfa Romeo    | 28   | +2 okr        |           |
| 10                | 3         | 8  | Hans Stuck              | Auto Union    | 28   | +2 okr        |           |
| 11                | 5         | 32 | Kenneth Evans           | Alfa Romeo    | 27   | +3 okr        |           |
| 12                | 1         | 54 | John Wakefield          | Maserati      | 26   | +4 okr        |           |
| 13                | 2         | 48 | Robert Ansell           | ERA           | 25   | +5 okr        |           |
| Niesklasyfikowani |           |    |                         |               |      |               |           |
|                   |           | 72 | Emmanuel de Graffenried | Maserati      | 22   | ?             |           |
|                   |           | 2  | Rudolf Hasse            | Auto Union    | 20   | Smarowanie    |           |
|                   |           | 40 | Paul Pietsch            | Maserati      | 7    | ?             |           |
|                   |           | 60 | Giovanni Rocco          | Maserati      | 3    | ?             |           |
| P                 | + / –     | Nr | Kierowca                | Konstruktor   | Okr. | Czas / Strata | Komentarz |

### Najszybsze okrążenie
Źródło: teamdan.com
| Nr | Kierowca     | Konstruktor   | Czas   | Okr. |
| -- | ------------ | ------------- | ------ | ---- |
| 16 | Hermann Lang | Mercedes-Benz | 2:38,4 |      |